# Мимун, Мохаммед
Мохамед Мимун (фр. Mohamed Mimoune; род. 21 сентября 1987) — французский боксёр-профессионал, выступающий в полусредней и первой полусредней весовых категориях. Чемпион Франции в полусреднем весе (2016), чемпион Европы (2017) и Европейского союза (2016—2017) в полусреднем весе по версии EBU, чемпион мира по версии IBO в первом полусреднем весе (с 2018).

## Карьера
Мохамед Мимун дебютировал на профессиональном ринге 17 апреля 2010 года, победив судейским решением Арутюна Бабаяна (1-0). 3 мая 2013 года в своём одиннадцатом профессиональном поединке потерпел первое поражение от Камаля Мохамеда (12-1), проиграв тому судейским решением. В своём тринадцатом поединке потерпел второе поражение, проиграв решением большинства судей Александру Лепелли (14-1-1).
16 января 2016 года в своём семнадцатом поединке сумел взять реванш у Камаля Мохамеда, победив того единогласным судейским решением, и выиграл вакантный титул чемпиона Франции в полусреднем весе. В своём следующем поединке победил техническим нокаутом испанца Набиля Крисси (12-0) и завоевал вакантный титул чемпиона Европейского союза по версии EBU в полусреднем весе. Провёл две успешные защиты титула: 17 декабря 2016 года победил Дэмиена Мартина (25-8-4) и 31 марта 2017 года победил финского боксёра Юсси Койвула (21-3-1). 7 октября того же года победил решением большинства судей британского боксёра Сэма Эггингтона (21-3) и завоевал титул чемпиона Европы по версии EBU в полусреднем весе.
20 января 2018 года победил единогласным судейским решением непобеждённого аргентинца Эмилиано Домингес Родригес (21-0) и выиграл вакантный титул чемпиона мира по версии IBO в первом полусреднем весе. 20 октября того же года победил единогласным судейским решением Франка Петижана (22-4-3) и защитил титул чемпиона мира.
27 апреля 2019 года в поединке за право сразиться за титул чемпиона мира по версии WBC проиграл единогласным судейским решением украинскому боксёру Виктору Постолу (30-2).